# Pyramica weberi
Pyramica weberi är en myrart som först beskrevs av Brown 1959.  Pyramica weberi ingår i släktet Pyramica och familjen myror. Inga underarter finns listade i Catalogue of Life.